# Stenidius laopako
Stenidius laopako es una especie de coleóptero de la familia Anthicidae.

## Distribución geográfica
Habita en Laos.